# Embreyita
L'embreyita és un mineral de la classe dels sulfats. Rep el seu nom de Peter Godwin Embrey (1929-2010), del Museu Britànic.

## Característiques
L'embreyita és un cromat de fórmula química Pb₅(CrO₄)₂(PO₄)₂(H₂O). Va ser aprovada com a espècie vàlida per l'Associació Mineralògica Internacional l'any 1971. Cristal·litza en el sistema monoclínic. Es troba en forma de cristalls tabulars diminuts, pseudoromboedrals, amb aparent {1011} i {0001}, en crostes botrioides en drusa. La seva duresa a l'escala de Mohs és 3,5. Es pot confondre amb la descloizita.
Segons la classificació de Nickel-Strunz, l'embreyita pertany a «07.FC - Cromats amb PO₄, AsO₄, SiO₄» juntament amb els següents minerals: vauquelinita, fornacita, molibdofornacita, hemihedrita, iranita i cassedanneïta.

## Formació i jaciments
Va ser descoberta l'any 1971 al dipòsit d'or de Berezovskoe, a Berezovskii, Iekaterinburg (óblast de Sverdlovsk, Districte Federal dels Urals, Rússia). També ha estat descrita a les mines Argent (Mpumalanga, Sud-àfrica), a Callenberg (Saxònia, Alemanya) i a Nontron (Aquitània, França). Sol trobar-se associada a altres minerals com: crocoïta, fenicocroïta, vauquelinita, cassedanneïta, cerussita, fornacita, piromorfita i mimetita.